# Hypasclera floridana
Hypasclera floridana är en skalbaggsart som först beskrevs av Horn 1896.  Hypasclera floridana ingår i släktet Hypasclera och familjen blombaggar. Inga underarter finns listade i Catalogue of Life.